# IC 4767
IC 4767 est une galaxie lenticulaire vue par la tranche et située dans la constellation du Paon. Sa vitesse par rapport au fond diffus cosmologique est de 3 489 ± 5 km/s, ce qui correspond à une distance de Hubble de 51,5 ± 3,6 Mpc (∼168 millions d'al). Cette galaxie a été découverte par l'astronome américain DeLisle Stewart en 1901.
À ce jour, six mesures non basées sur le décalage vers le rouge (redshift) donnent une distance égale à 55,183 ± 8,197 Mpc (∼180 millions d'al), ce qui est à l'intérieur des valeurs de la distance de Hubble.

## Groupe de d'IC 4753
Selon A. M. Garcia IC 4767 fait partie du groupe d'IC 4753. Ce groupe de galaxies renferme au moins dix membres, dont NGC 6706, IC 4753 et IC 4764.